# Teurajärvi, Norrbotten
Teurajärvi är en sjö i Pajala kommun i Norrbotten och ingår i Kalixälvens huvudavrinningsområde. Sjön har en area på 5,07 kvadratkilometer och ligger 129 meter över havet.

## Delavrinningsområde
Teurajärvi ingår i det delavrinningsområde (743155-181141) som SMHI kallar för Utloppet av Teurajärvi. Medelhöjden är 138 meter över havet och ytan är 22,69 kvadratkilometer. Räknas de 34 avrinningsområdena uppströms in blir den ackumulerade arean 620,87 kvadratkilometer. Teurajoki (Jierijoki) som avvattnar avrinningsområdet har biflödesordning 2, vilket innebär att vattnet flödar genom totalt 2 vattendrag innan det når havet efter 142 kilometer. Avrinningsområdet består mestadels av skog (51 procent) och sankmarker (20 procent). Avrinningsområdet har 5,07 kvadratkilometer vattenytor vilket ger det en sjöprocent på 22,3 procent.